# Sự nghiệp phim ảnh của Ayase Haruka
Dưới đây là danh sách phim điện ảnh và truyền hình cùng các sản phẩm truyền thông khác của nữ diễn viên người Nhật Bản Ayase Haruka.

## Danh sách phim

### Truyền hình
| Năm     | Tựa phim                                                       | Vai diễn         | Kênh phát | Ghi chú                              | Chú thích |
| ------- | -------------------------------------------------------------- | ---------------- | --------- | ------------------------------------ | --------- |
| 2001    | Kindaichi Shonen no Jikembo II SP (The Kindaichi Case Files)   | Tomoko Ninomiya  | TBS       |                                      |           |
| 2001    | Cosmo Angel (コスモ・エンジェル)                               | Haruka           | Tokai TV  |                                      |           |
| 2002    | Kaze no Bon kara                                               | Aki Sugimura     | NHK       |                                      |           |
| 2003    | Hontō ni Atta Kowai Hanashi                                    | Misaki Onose     | Fuji TV   |                                      |           |
| 2003    | The Way I Live                                                 | Megumi Sugita    | Fuji TV   |                                      |           |
| 2003    | Blackjack ni Yoroshiku                                         | Risako Tsubaki   | TBS       |                                      |           |
| 2003    | Otoko Yu (男湯)                                                | Mina Matsuura    | Fuji TV   |                                      |           |
| 2003    | Taikoki (太閤記)                                               | Shino            | Fuji TV   | Phim điện ảnh truyền hình            |           |
| 2004    | Kōfuku no Ōji                                                  | Mayu Mitsuishi   | NTV       |                                      |           |
| 2004    | Hontō ni Atta Kowai Hanashi                                    | Chisato Nakamura | Fuji TV   |                                      |           |
| 2004    | Kyokugensuiri Colosseum                                        | Ami Shinozaki    | NTV       |                                      |           |
| 2004    | Fuyuzora ni Tsuki wa Kagayaku                                  | Hanako Imamiya   | Fuji TV   | Phim điện ảnh truyền hình            |           |
| 2004    | It was sudden, like a storm...                                 | Saho Makino      | TBS       |                                      |           |
| 2004    | Socrates in Love                                               | Aki Hirose       | TBS       | Vai chính                            |           |
| 2004    | Ai kurushii                                                    | Michiru Majiba   | TBS       |                                      |           |
| 2005    | Red Fate                                                       | Naoko Shimazaki  | TBS       | Vai chính; truyền hình ngắn tập      |           |
| 2006    | Satomi Hakkenden                                               | Hamaji           | TBS       | Phim điện ảnh truyền hình            |           |
| 2006    | Journey Under the Midnight Sun                                 | Yukiho Karasawa  | TBS       |                                      |           |
| 2006    | Hero SP                                                        | Ririko Izumitani | Fuji TV   | Phim điện ảnh truyền hình            |           |
| 2006    | Love of my Life                                                | Nao Tsukioka     | NTV       |                                      |           |
| 2007    | Hotaru no Hikari: It's Only A Little Light In My Life          | Hotaru Amemiya   | NTV       | Vai chính                            | [ 1 ]     |
| 2008    | The Fantastic Deer-Man                                         | Michiko Fujiwara | Fuji TV   |                                      |           |
| 2008    | Rookies                                                        | Kyoko Mikoshiba  | TBS       |                                      |           |
| 2009    | Kurobe no Taiyō                                                | Sachie Takiyama  | TBS       | Phim điện ảnh truyền hình            |           |
| 2009    | Mr. Brain                                                      | Kazune Yuri      | TBS       |                                      |           |
| 2009    | JIN                                                            | Saki Tachibana   | TBS       |                                      | [ 2 ]     |
| 2010    | Hotaru no Hikari: It's Only Little Light In My Life Season 2   | Hotaru Amemiya   | NTV       | Vai chính                            | [ 3 ]     |
| 2011    | Jin 2                                                          | Saki Tachibana   | TBS       |                                      | [ 2 ]     |
| 2011    | Antarctica                                                     | Miyuki           | TBS       |                                      | [ 4 ]     |
| 2013    | Yae's Sakura                                                   | Niijima Yae      | NHK       | Vai chính; kịch Taiga                | [ 5 ]     |
| 2014    | I'm Taking the Day Off                                         | Hanae Aonishi    | NTV       | Vai chính                            | [ 6 ]     |
| 2016–18 | Moribito: Guardian of the Spirit                               | Balsa            | NHK       | Vai chính                            | [ 7 ]     |
| 2016    | Never Let Me Go                                                | Kyoko Hoshina    | TBS       | Vai chính                            | [ 8 ]     |
| 2017    | Caution, Hazardous Wife                                        | Nami Isayama     | NTV       | Vai chính                            | [ 9 ]     |
| 2018    | Stepmom and Daughter Blues                                     | Akiko Iwaki      | TBS       | Vai chính                            | [ 10 ]    |
| 2019    | Idaten                                                         | Suya Haruno      | NHK       | kịch Taiga                           | [ 11 ]    |
| 2020    | Stepmom and Daughter Blues 2020 Happy New Year Special         | Akiko Miyamoto   | TBS       | Vai chính; Phim điện ảnh truyền hình | [ 12 ]    |
| 2021    | Anata no Soba de Ashita ga Warau                               | Ao Mashiro       | NHK       | Vai chính; Phim điện ảnh truyền hình | [ 13 ]    |
| 2021    | Heaven and Hell: Soul Exchange                                 | Ayako Mochizuki  | TBS       | Vai chính                            | [ 14 ]    |
| 2022    | Stepmom and Daughter Blues 2022 Happy New Year Special         | Akiko Miyamoto   | TBS       | Vai chính; Phim điện ảnh truyền hình | [ 15 ]    |
| 2022    | My Ex-Boyfriend's Last Will                                    | Reiko Kenmochi   | Fuji TV   | Vai chính                            | [ 16 ]    |
| 2024    | Stepmom and Daughter Blues Final (2024 Happy New Year Special) | Akiko Miyamoto   | TBS       | Vai chính; Phim điện ảnh truyền hình | [ 17 ]    |

### Điện ảnh
| Năm  | Tựa phim                                              | Vai diễn         | Đạo diễn          | Ghi chú     | Chú thích |
| ---- | ----------------------------------------------------- | ---------------- | ----------------- | ----------- | --------- |
| 2002 | Justice                                               | Hoshi            | Isao Yukisada     | Jam Films   |           |
| 2004 | Amemasu no Kawa                                       | Sayuri Takakura  | Itsumichi Isomura | Vai chính   |           |
| 2005 | New Horizon                                           | Sayako           | Ryō Teshima       | Jam Films S |           |
| 2005 | Samurai Commando: Mission 1549                        | Nōhime           | Masaaki Tezuka    |             |           |
| 2006 | Taberuki shinai                                       | Nao              | Yumiko Itō        | Vai chính   |           |
| 2007 | Hero                                                  | Ririko Izumitani | Masayuki Suzuki   |             |           |
| 2008 | Cyborg She (also "My Girlfriend is A Cyborg")         | The Girlfriend   | Kwak Jae-yong     | Vai chính   |           |
| 2008 | Ichi                                                  | Ichi             | Fumihiko Sori     | Vai chính   |           |
| 2008 | The Magic Hour                                        | Natsuko Shikama  | Kōki Mitani       |             |           |
| 2008 | Happy Flight                                          | Etsuko Saitō     | Shinobu Yaguchi   | Vai chính   | [ 18 ]    |
| 2009 | Oppai Volleyball                                      | Mikako Terashima | Eiichirō Hasumi   | Vai chính   |           |
| 2009 | Rookies                                               | Kyoko Mikoshiba  | Yūichirō Hirakawa |             |           |
| 2009 | Oblivion Island: Haruka and the Magic Mirror          | Haruka (voice)   | Shinsuke Sato     | Vai chính   |           |
| 2010 | The Incite Mill                                       | Shoko Suwana     | Hideo Nakata      |             |           |
| 2011 | Princess Toyotomi                                     | Tadako Torii     | Masayuki Suzuki   |             |           |
| 2012 | Hotaru The Movie: It's Only A Little Light In My Life | Hotaru Amemiya   | Hiroshi Yoshino   | Vai chính   |           |
| 2012 | Akko-chan: The Movie                                  | Akko             | Taisuke Kawamura  | Vai chính   |           |
| 2012 | Dearest                                               | Naoko            | Yasuo Furuhata    |             |           |
| 2013 | Real                                                  | Atsumi           | Kiyoshi Kurosawa  | Vai chính   | [ 19 ]    |
| 2014 | All-Round Appraiser Q: The Eyes of Mona Lisa          | Riko Rinda       | Shinsuke Sato     | Vai chính   | [ 20 ]    |
| 2015 | Our Little Sister                                     | Sachi Kōda       | Hirokazu Kore-eda | Vai chính   | [ 21 ]    |
| 2015 | Galaxy Turnpike                                       | Noe              | Kōki Mitani       |             | [ 22 ]    |
| 2016 | The Kodai Family                                      | Kie Hirano       | Masato Hijikata   | Vai chính   | [ 23 ]    |
| 2016 | Fueled: The Man They Called Pirate                    | Yuki             | Takashi Yamazaki  |             | [ 24 ]    |
| 2017 | Honnō-ji Hotel                                        | Mayuko           | Masayuki Suzuki   | Vai chính   | [ 25 ]    |
| 2018 | Color Me True                                         | Miyuki           | Hideki Takeuchi   | Vai chính   | [ 26 ]    |
| 2021 | Caution, Hazardous Wife: The Movie                    | Nami Isayama     | Tōya Satō         | Vai chính   | [ 27 ]    |
| 2022 | Yes, I Can't Swim                                     | Shizuka Usuhara  | Kensaku Watanabe  |             | [ 28 ]    |
| 2023 | The Legend and Butterfly                              | Nōhime           | Keishi Ōtomo      |             | [ 29 ]    |
| 2023 | Revolver Lily                                         | Yuri Ozone       | Isao Yukisada     | Vai chính   | [ 30 ]    |
| 2024 | Route 29                                              | Tombo            | Yūsuke Morii      | Vai chính   | [ 31 ]    |

### Lồng tiếng Nhật
| Năm  | Tựa phim             | Vai diễn    | Ghi chú | Chú thích |
| ---- | -------------------- | ----------- | ------- | --------- |
| 2004 | Gia đình siêu nhân   | Violet Parr |         |           |
| 2018 | Gia đình siêu nhân 2 | Violet Parr |         |           |

### Phim tài liệu truyền hình
- Haruka Ayase Listen to War Experience (TBS, 2010–nay)[32][33]

### Khác
- 47th Japan Record Awards (TBS, 2005), MC[34]
- Kōhaku Uta Gassen (NHK)[35]
  - 63rd (2012), giám khảo
  - 64th (2013), đội trưởng đội đỏ
  - 66th (2015), đội trưởng đội đỏ
  - 70th (2019), đội trưởng đội đỏ